# 음악 출판사
음악 출판사 또는 뮤직 퍼블리셔(music publisher)는 음악 출판을 전문으로 하는 출판사 유형이다. 음악 출판사는 원래 악보를 출판했다. 저작권이 법적으로 보호받게 되면서 음악 출판사가 작곡가의 지식 재산권을 관리하는 역할을 하기 시작했다.

## 지적재산권 관리
음악 산업에서 음악 출판사는 작곡가, 그리고 작곡가가 작곡한 작품이 상업적으로 사용될 때 대가를 받을 수 있도록 보장할 책임이 있다. 출판 계약이라는 계약을 통해 작곡가나 작곡가는 자신의 작품에 대한 저작권을 출판사에 "양도"한다. 그 대가로 회사는 작곡에 대한 라이센스를 부여하고, 작곡이 사용되는 위치를 모니터링하고, 로열티를 징수하여 작곡가에게 배포한다. 그들은 또한 음악에 대한 커미션을 확보하고 기존 작곡을 녹음 아티스트, 영화 및 TV에 홍보한다.
출판사가 소유하고 관리하는 저작권은 음악 산업에서 가장 중요한 지적재산권 형태 중 하나이다. (다른 하나는 일반적으로 음반 회사가 소유하는 마스터 녹음에 대한 저작권이다.) 출판사는 이 중요한 자산을 관리하는 데 중심적인 역할을 한다.

## 같이 보기
- 방송음악협회